# Pavel Medynský
Pavel Medynský (Praga, 28 ottobre 1964) è un allenatore di calcio ceco, assistente di Pavel Hoftych nello Slovan Liberec.

## Carriera

### Club

#### Allenatore
Ha iniziato la sua carriera da allenatore nel 2005 e nel 2008 ha ricoperto il ruolo di vice allenatore del Bohemians 1905, e nel maggio del 2011 è diventato l'allenatore dei Klokani.

## Palmarès
- Campionato ceco: 1

Slavia Praga: 2016-2017